# Ataque de Erbil de 2021
Los ataques con misiles Erbil tuvieron lugar cuando se lanzaron múltiples misiles contra Erbil, la capital de la región del Kurdistán, Irak. El 15 de febrero se dispararon aproximadamente catorce cohetes desde una zona al sur de la ciudad alrededor de las 21:30 hora local. Tres de los cohetes impactaron directamente en la base de la coalición liderada por Estados Unidos cerca del Aeropuerto Internacional de Erbil. Los otros cohetes impactaron en áreas residenciales e instalaciones civiles cercanas al aeropuerto. Dos personas murieron en el ataque y trece más resultaron heridas, incluido un miembro del servicio estadounidense.
La identidad de los atacantes inicialmente no estaba clara, y las autoridades iraquíes y estadounidenses iniciaron una investigación para identificar a los responsables de los ataques. Un grupo armado chiita poco conocido llamado Saraya Awliya al-Dam se atribuyó entonces la responsabilidad del ataque. A pesar de esto, varios funcionarios iraquíes e iraquíes kurdos y analistas occidentales culparon a Irán y a las milicias respaldadas por Irán de estar detrás del ataque. Las tensiones entre Estados Unidos e Irán han sido altas desde el asesinato de Qasem Soleimani, un comandante iraní de alto rango de la Fuerza Quds, en enero de 2020. Las autoridades iraníes refutaron y condenaron las afirmaciones de su participación en los ataques.
El ataque fue el peor y más letal en un año contra la coalición militar liderada por Estados Unidos en Irak, y fue la primera vez desde fines de 2020 que las instalaciones militares o diplomáticas occidentales fueron atacadas en el país. Fue el ataque más grave contra la coalición liderada por Estados Unidos desde que la administración Biden asumió el poder en enero de 2021 y provocó temores de una escalada. Tras el ataque, la OTAN anunció que aumentará el tamaño de sus fuerzas en Irak de 500 a alrededor de 4.000 efectivos.

## Antecedentes
Los ataques con misiles tuvieron lugar en Erbil, la capital de la región autónoma de Kurdistán en Irak. Por lo general, la ciudad no ha visto el tipo de violencia como en otras partes de Irak desde la invasión estadounidense de 2003.
Las tensiones entre Estados Unidos e Irán aumentaron en enero de 2020, durante la crisis del Golfo Pérsico de 2019-2021, cuando el mayor general iraní y comandante de la Fuerza Quds, Qasem Soleimani, y el comandante de la milicia Kata'ib Hezbollah respaldada por Irán, Abu Mahdi al-Muhandis, fueron atacados y asesinados cerca del aeropuerto internacional de Bagdad en Irak por un ataque con aviones no tripulados estadounidenses. a administración Trump justificó el asesinato de Soleimani, calificándolo de "amenaza inminente", mientras que las autoridades iraníes lo calificaron de "acto de terrorismo de estado". El líder supremo iraní Ali Khamenei prometió tomar una "dura venganza" contra Estados Unidos, mientras que el presidente iraní Hassan Rouhani también dijo que Irán "se vengará". Unos días después, el Cuerpo de la Guardia Revolucionaria Islámica de Irán lanzó la Operación Mártir Soleimani, atacando las bases aéreas estadounidenses en Irak con misiles balísticos; ningún miembro del servicio estadounidense murió, pero 110 fueron diagnosticados más tarde con lesiones cerebrales traumáticas.
Jamenei renovó sus votos de vengar a Soleimani en diciembre de 2020, y estallaron protestas antiestadounidenses en Bagdad en enero de 2021. El gobierno estadounidense redujo sus fuerzas que participan en la Fuerza de Tarea Conjunta Combinada - Operación Inherente Resolución (CJTF-OIR), el nombre oficial de la coalición liderada por Estados Unidos que está luchando contra ISIS en Irak y Siria,a 2.500 en el mismo mes,  y la mayoría de ellos se concentraron en el complejo militar cerca del Aeropuerto Internacional de Erbil.
Desde 2019, los sitios y el personal militares y diplomáticos occidentales han sido blanco de Katyushas, explosivos en las carreteras y, a veces, fuego directo. Los ataques con cohetes se habían dirigido con frecuencia a la presencia estadounidense en Bagdad, incluida la Embajada de los Estados Unidos, así como a los convoyes que transportaban materiales para la coalición liderada por Estados Unidos. El gobierno estadounidense había culpado a las fuerzas paramilitares proiraníes por los ataques, pero los ataques contra el aeropuerto internacional de Erbil o el gobierno regional del Kurdistán fueron extremadamente raros, y el ataque de febrero de 2021 al aeropuerto civil fue el primero en atacar el área desde septiembre de 2020.

## Ataque
El 15 de febrero de 2021, alrededor de las 21:30 hora local, aproximadamente catorce cohetes de 107 mm fueron lanzados desde un área al sur de Erbil cerca de la frontera con la gobernación de Kirkuk  y tres de ellos impactaron en la sección del aeropuerto que alberga a las fuerzas estadounidenses y de los socios de la coalición. A pesar de esto, los cohetes impactaron en todo el sector noroeste de la ciudad, impactando áreas civiles cercanas a la instalación. La agencia de noticias kurda Rudaw informó que dos cohetes cayeron en una zona residencial y un cohete impactó en un mercado de animales, mientras que el consulado chino ubicado en la ciudad también habría sufrido daños. Se hicieron sonar las sirenas en la ciudad y varias personas fueron hospitalizadas. El aeropuerto fue cerrado y los vuelos se detuvieron por cuestiones de seguridad, mientras que las autoridades kurdas advirtieron a los residentes de Erbil que se mantuvieran alejados de las áreas objetivo y que permanecieran en casa si era posible. También se causaron daños materiales a automóviles y otros bienes.
Un contratista civil filipino murió como resultado del ataque, y catorce personas resultaron heridas como resultado del ataque, incluido un miembro del servicio estadounidense que tuvo una conmoción cerebral. Un civil iraquí, que resultó gravemente herido en el ataque, murió en el hospital el 22 de febrero de 2021, lo que eleva el número de muertos a dos.

## Consecuencias
El ataque fue el peor y más mortífero en un año contra la coalición militar liderada por Estados Unidos en Irak. El bombardeo fue la primera vez desde finales de 2020 que las instalaciones militares o diplomáticas occidentales fueron atacadas en Irak. El ataque, que fue el ataque más grave contra la coalición liderada por Estados Unidos desde que la administración de Joe Biden asumió el poder, también provocó temores de escalada, y se consideró como la primera prueba seria de la política de Biden hacia Irán. Según Caroline Rose, analista senior del Instituto Newlines de Estrategia y Política con sede en Washington, el ataque transmitió un mensaje de intimidación tanto a la administración Biden como al gobierno federal iraquí. Según Jonathan Spyer, director ejecutivo del Centro de Informes y Análisis de Oriente Medio, el ataque fue un mensaje iraní al gobierno de Biden recién elegido.
El 17 de febrero, la embajada estadounidense en la Zona Verde de Bagdad activó su propio sistema de defensa aérea y sobrevolaron la zona con helicópteros de reconocimiento. No se anunció el motivo de la decisión. Al día siguiente, la OTAN anunció que ampliará su misión de entrenamiento de seguridad en Irak después de una solicitud del gobierno iraquí, aumentando el tamaño de sus fuerzas de 500 a alrededor de 4.000 efectivos.
El 25 de febrero, la Fuerza Aérea de los Estados Unidos lanzó ataques aéreos contra la infraestructura relacionada con las milicias respaldadas por Irán en Siria. Los ataques aéreos, que fueron autorizados por el presidente estadounidense Joe Biden, tuvieron como objetivo a Kata'ib Hezbollah y Kata'ib Sayyid al-Shuhada en un punto de control fronterizo en el distrito de Abu Kamal..  Las milicias informaron de una muerte, pero fuentes locales dijeron que murieron diecisiete.